# Gemma Armengol Morell
Gemma Armengol Morell és una escriptora catalana. Va néixer a Barcelona el 22 de febrer de 1971. És Autora de Capçalera de la Biblioteca de Llinars del Vallès i forma part del programa d'Autors a les Aules de la Institució de les Lletres Catalanes.

## Obres
- Les Bestioles del Jardí, Edicions Bromera, des de 2009 (col·lecció de 22 títols)
- Cosa de Bruixes, Cruïlla, 2011
- El dia que el metro se'ns va empassar, Animallibres, 2014